# بيرل سيتي (إلينوي)
بيرل سيتي (بالإنجليزية: Pearl City)‏ هي منطقة سكنية تقع في الولايات المتحدة في إلينوي. يقدر عدد سكانها بـ 838p نسمة .

## الموقع الجغرافي
الموقع الجغرافي للمناطق المحيطة بهذه النقطة هو كالتالي: